# Ситар, Дамьян
Дамьян Ситар (словен. Damjan Sitar; род. 17 августа 1981, Марибор) — словенский легкоатлет, специалист по многоборьям. Выступал за сборную Словении по лёгкой атлетике в 2000-х годах, действующий рекордсмен страны в десятиборье, участник летних Олимпийских игр в Пекине.

## Биография
Дамьян Ситар родился 17 августа 1981 года в Мариборе.
Впервые заявил о себе в лёгкой атлетике на международном уровне в сезоне 2003 года, когда вошёл в состав словенской национальной сборной и выступил на молодёжном европейском первенстве в Быдгоще, где с результатом в 7153 очка занял в программе десятиборья 12-е место.
В 2008 году на соревнованиях в Мариборе установил действующий по сей день национальный рекорд Словении в десятиборье — 7718 очков. Благодаря череде удачных выступлений удостоился права защищать честь страны на летних Олимпийских играх в Пекине — набрал в сумме всех дисциплин десятиборья 7336 очков, расположившись в итоговом протоколе соревнований на 23-й строке (впоследствии в связи с дисквалификацией россиянина Александра Погорелова поднялся до 22-й позиции).
После пекинской Олимпиады Ситар оставался действующим спортсменом ещё в течение одного олимпийского цикла, однако сколько-нибудь значимых результатов на международной арене больше не показывал.